# Куцмус, Андрей Александрович
Андрей Александрович Куцмус (укр. Андрій Олександрович Куцмус; 5 декабря 1986, Ровно) — украинский волейболист, доигровщик, мастер спорта.

## Биография
Андрей Куцмус начинал заниматься волейболом в Ровненской областной ДЮСШ под руководством тренера Владимира Алексеевича Клямара. В девятом классе переехал в Луцк, с 2002 года выступал за «Луческ-Подшипник» в высшей лиге чемпионата Украины. Сезон-2004/05 провёл в житомирском «Динамо», но из-за расформирования команды по финансовым причинам перешёл в ужгородское «Закарпатье», с которым за два года проделал путь до Суперлиги и в сезоне-2007/08 дебютировал в сильнейшем дивизионе украинского чемпионата.
До 2008 года Андрей Куцмус совмещал классический волейбол с пляжным, играл на международных турнирах в паре с Алексеем Клямаром. В июне 2008 года стал победителем чемпионата Европы среди студентов в Турции, а в июле — серебряным призёром студенческого чемпионата мира в Гамбурге.
В том же году Андрей Куцмус продолжил карьеру в черкасском «Импексагро-Спорте», из которого получил вызов в национальную сборную и приглашение в ведущий клуб страны — харьковский «Локомотив». 28 мая 2009 года провёл первый официальный матч за сборную Украины в рамках второго раунда отборочного турнира чемпионата мира-2010 в Либерце. В июле 2009 года выступал на Универсиаде в Белграде. Спустя месяц во время товарищеского матча харьковского «Локомотива» и белгородского «Локомотива-Белогорье» получил тяжёлую травму. После операции, проведённой в Германии и длительного восстановления, Куцмус вернулся в строй в феврале следующего года. В составе харьковского «Локомотива» Андрей дважды становился чемпионом Украины.
Российский период карьеры Андрея Куцмуса начинался с команд высшей лиги «А» — МГТУ и «Урала»-2. Являясь третьим легионером в составе уфимского клуба, Куцмус не имел возможности играть за основную команду в Суперлиге, но участвовал в двух матчах Кубка вызова. В сезоне-2013/14 выступал за «Грозный», по его окончании вернулся в Уфу и со второй половины сезона-2014/15, справившись с травмой колена, стал одним из игроков стартового состава «Урала».
В апреле 2016 года Андрей Куцмус подписал контракт сроком на один месяц с ливанским клубом «Захра» из Триполи, но провёл за эту команду только один матч, после чего вернулся в «Урал».
В сезоне-2017/18 выступал за иранский клуб «Матин» (Варамин), а в следующем — за французский «Пуатье».

## Достижения
В волейболе
- Чемпион Украины (2009/10, 2010/11).
- Обладатель Кубка Украины (2010).

В пляжном волейболе
- Чемпион Украины (2008), бронзовый призёр чемпионатов Украины (2004, 2005, 2006, 2007).
- Чемпион Европы и вице-чемпион мира среди студентов (2008).